# Badis corycaeus
Badis corycaeus е вид бодлоперка от семейство Badidae.

## Разпространение
Видът е разпространен в Мианмар.

## Описание
На дължина достигат до 3,5 cm.
Популацията на вида е стабилна.